# Ирреалис
Ирреа́лис (англ. irrealis, irrealis mood) — грамматическая категория, показатели которой описывают статус ситуации по отношению к реальному миру. Эта категория имеет две граммемы: реалис и ирреалис.
Также ирреалис, ирреальное наклонение — общее название для группы грамматических наклонений, использующихся для обозначения ситуаций или действий, которые содержат ирреальный компонент и противопоставлены индикативу, или изъявительному наклонению, обозначающему достоверную ситуацию. Для этого значения существует также термин косвенное наклонение.

## История возникновения термина
Долгое время термин «ирреалис» существовал изолированно в разных не связанных друг с другом описательных традициях. Одна из них связана с изучением австронезийских языков и выражения в них противопоставления «реального» и «воображаемого», другая — с описанием индейских языков Америки. Использование этого термина в универсальном типологическом описании многими исследователями ставится под сомнение. Так, Джоан Байби предлагает отказаться от понятия ирреалиса в связи с отсутствием соответствующей универсальной категории. Согласно Байби, то, что называется ирреалисом в грамматических работах, не согласуется с понятием грамматической категории, так как его проявления слишком далеки друг от друга по семантике и не существует такого прототипического значения, которому их все можно было сопоставить. Следовательно, понятие ирреалиса вообще не имеет смысла с типологической точки зрения.
Тем не менее, понятие ирреалиса продолжает использоваться в типологических работах. Дж. Р. Робертс, сопоставляя глагольные системы с ирреалисом предлагает рассматривать эту категорию как грамматикализацию «поля модальности в целом». В работе Талми Гивона граммема ирреалиса определяется несколько иначе, а именно, как «слабое утверждение» о «возможной истинности» ситуации. Такая трактовка, в отличие от модальной, позволяет объяснить наличие показателя ирреалиса в хабитуальных ситуациях или ситуациях, выраженных сентенциальными актантами при глаголах желания или волеизъявления.
Об ирреалисе говорят и в тех случаях, когда никакая особая грамматическая категория не может быть выделена. Пользуясь понятием ирреалиса, многие авторы имеют в виду просто определённую семантику, связанную с идеей «непринадлежности к реальному миру». Соответственно, ирреальными считаются все те ситуации, которые не существуют в настоящем и не существовали в прошлом. При таком понимании ирреалис является лишь некоторой частью грамматического значения тех глагольных форм, которые подпадают под приведенное определение. Так, например, правомерно утверждать, что формы русского императива 2-го лица ед. числа (типа оставайся или останься) в большинстве своих употреблений передают ирреальный компонент (в том числе при выражении контрафактического условия, вынужденной необходимости, проклятия и т. п.).
В российской лингвистике термин чаще всего используется в работах по дагестанским и другим языкам Кавказа (цахурскому, агульскому, балкарскому и др.) В сборнике «Исследования по теории грамматики», посвящённом ирреальности, данная грамматическая категория обозначается также термином реальность ситуации, а реалис и ирреалис — граммемы этой категории.

## Ирреалис и ирреальная модальность
Понятие ирреалиса тесно связано с понятием ирреальной модальности. Однако в целом семантика ирреалиса шире, чем семантика модальности. В языках мира существует целый ряд значений, которые выражаются граммемой ирреалиса, но при этом не являются модальными. Это связано с тем, что, говоря об ирреальной модальности, мы имеем в виду только те ситуации, которые не имеют, не могут или не должны иметь место в реальном мире. Граммемой ирреалиса же может выражаться более широкое множество значений. В частности, это те значения, которые связаны с эпистемической оценкой ситуации говорящим. Говорящий может высказывать оценку ситуации, о наступлении которой в прошлом, настоящем или будущем ему неизвестно. Или же он может сообщать, в какой мере ситуация, о наступлении которой ему достоверно известно, совпадает с имевшейся у него ранее эпистемической гипотезой. Кроме того, в сферу значений ирреалиса входит семантические зоны желания и намерения.

## Значения ирреалиса
Объем значений, выражаемых граммемой ирреалиса, существенно варьируется от языка к языку. Выделяются следующие контексты, типичные для появления маркера ирреалиса.
- Аспектуально-темпоральные формы: будущее время, хабитуалис
- Сочетание с модальными наречиями: эпистемическими (вероятно, возможно) и оценочными (желательно)
- Предикатные актанты модальных глаголов, глаголов восприятия и мысли
- Не-декларативные речевые акты: общий вопрос, команда, просьба, побуждение, пожелание
- Предикатные актанты модальных вспомогательных глаголов

## Категория ирреалиса в языках мира
Различия в наборе значений, маркируемых реалисом/ирреалисом, предлагается объяснять существованием систем разных типов. Эти типы систем складываются из различного взаимодействия двух компонентов: прагматического и логического. Под прагматическим компонентом подразумевается противопоставление будущего и не-будущего. Логический компонент включает противопоставление ситуаций состоявшихся и несостоявшихся. В связи с этим выделяются следующие типы систем.

### Коммуникативно-ориентированные системы
Разделение ситуаций на реальные и ирреальные определяется временной референцией события и связано со степенью уверенности говорящего. Существует несколько подтипов, отличающихся тем, в какой степени каждый из этих факторов влияет на оценку ситуации.
- Прагматически-ориентированная система. Всякая ситуация в прошлом относится к реалису, а ситуация, ориентированная на будущее — к ирреалису. Система является распространённой в папуасских языках.
- Прагматически-ориентированная система с распространением реалиса в сферу определённого будущего. В таких системах уверенность говорящего в обозначаемой ситуации позволяет отнести её к сфере реалиса. Формы строгого императива также маркируются реалисом. Примерами системы могут служить языки такелма, центральный помо, форе.
- Прагматически-ориентированная система с распространением ирреалиса в сферу отдалённого / хабитуального прошедшего. Формы хабитуального и отдалённого прошедшего отнесены за пределы реального мира по той причине, что говорящий не располагает всей полнотой информации о ситуации и не может говорить о ней с достаточной степенью уверенности.
- Прагматически-ориентированная система с группировкой реальных ситуаций вокруг настоящего момента. К реальным ситуациям относятся те, которые происходят в недавнем прошедшем либо ближайшем будущем. Всякая ситуация в неопределённом будущем или мифологическом прошлом относится к сфере ирреалиса. Такая система представлена в языке йимас.

### Логически-ориентированные системы
Состоявшиеся или высоковероятные события противопоставляются несостоявшимся и маловероятным. Граница на временной оси не имеет значения. Такая логически-ориентированная система в чистом виде представлена в языке каддо. В большей части языков с категорией ирреалиса в той или иной степени присутствует прагматический компонент.

### Контрафактив
Существуют ситуации, в которых друг другу противоречат два фактора: один требует выражения граммемы ирреалиса, другой — реалиса. В разных системах принимаются разные решения, что и позволяет разделить их на перечисленные типы. Исключением является ситуация контрафактива — такая, которая могла случиться в прошлом, но уже не случилась (ср. рус. сделал бы, пришёл бы и т.п.). Несмотря на прошедшее время, которое часто требует реалиса, контрафактив маркируется показателем ирреалиса во всех языках с этой категорией.

## Примеры употребления ирреалиса в языках мира

### Языкаутув
Этот язык проявляет прагматически-ориентированную систему: к реалису относится любая ситуация в прошлом, к ирреалису — в будущем.
a. rom d-œy-(ka-)m-e
3PL REAL-go-(PERF-)PL-PAST
«Они ушли»
b. rom w-œy-ka-me-re
3PL IRR-go-PERF-PL-FUT
«Они уйдут»

### Языккаддо
В этом языке существует две серии лично-числовых префиксов, которые выражают противопоставление реальных и ирреальных форм. Серия этих префиксов, связанная с ирреалисом, употребляется в следующих контекстах:
- общий вопрос;
- отрицание;
- прохибитив;
- модальность долженствования;
- условные конструкции;
- симулятив (‘как если бы Р’).

a. kúy-t’a -yibahw
NEG-1AG:IRR-see
«Я этого не вижу»
b. hí-t’a -yibahw
COND-1AG:IRR-see
«…если я это увижу»
c. dúy-t’a-yibahw
SIMUL-1AG:IRR-see
«…как если бы я это видел»

## Ирреалис как косвенное наклонение
В этом значении термином «ирреалис» обозначается группа глагольных наклонений, которые объединяет то, что действие или ситуация, обозначаемые глаголом в одном из этих наклонений, на момент произнесения высказывания не имеют места в реальном мире.

### Наиболее распространённые ирреальные наклонения

#### Сослагательное наклонение
Может выражать отношение говорящего к описываемой ситуации или её вероятностную оценку. Это зависит от того, что говорится в главной клаузе, поскольку глагол в сослагательном наклонении находится обычно в зависимой клаузе.
Пример (французский язык):
Il est possible qu’il vienne. «Возможно, что он придёт»
Je voudrais qu’il vienne. «Я бы хотел, чтобы он пришёл»

#### Условное наклонение
Обозначает действия или ситуации, которые могут осуществиться при наличии определённых условий.
Пример (английский язык):
John would eat if he were hungry. «Джон поел бы, если бы был голоден»

#### Повелительное наклонение(императив)
Выражает волеизъявление говорящего, то есть приказ, просьбу, пожелание, приглашение и др.: «Закройте окно!», «Посмотри сюда». Обычно под повелительным наклонением понимают побуждение по отношению к адресату, но также как подвиды императива выделяются следующие наклонения:

##### Гортатив
Императив 1 лица множественного числа, выражает побуждение говорящего к осуществлению ситуации, участниками которой являются говорящий и адресат: «Пойдём!», «Давайте поговорим»

##### Юссив
Выражает побуждение по отношению к третьему лицу: «Пусть он уйдёт!»

##### Оптатив
Используется для выражения того, что говорящий желает осуществления некоторой ситуации. При этом осуществление этой ситуации не зависит от воли говорящего («Хоть бы поскорее настало лето!»).

### Другие ирреальные наклонения

#### Потенциалис
Выражает возможность осуществления некоторой ситуации.

#### Дезидератив
Выражает, как и оптатив, желание говорящего. В отличие от оптативного контекста, дезидератив используется в том случае, когда осуществление ситуации непосредственно зависит от говорящего.

#### Дубитатив
Выражает неуверенность, сомнение говорящего в том, о чём он говорит.

#### Пермиссив
Используется для выражения того, что говорящий позволяет некоторой ситуации осуществиться.

#### Адмиратив
Выражает удивление, в некоторых случаях также сильное сомнение, иронию, сарказм.

#### Ренарратив
Указывает на то, что источником сообщаемой информации является не личное свидетельство, а сообщение другого человека (см. Эвиденциальность).

#### Интеррогатив (вопросительное наклонение)
Особое наклонение для задания вопроса.